# 東方英
東方英（1919年—），本名盧讓泉，湖南人，武俠小說作家。中央軍校17期運輸科畢業。1962年退役，後便開始創作武俠小說。

## 作品
作品包括《河漢三蕭》（1962年）、《竹劍凝輝》（1963年）、《武林潮》（1965年）、《烈日飛霜》（1967年）等。